# Bretea Română (gmina)
Bretea Română – gmina w Rumunii, w okręgu Hunedoara. Obejmuje miejscowości Bățălar, Bercu, Bretea Română, Bretea Streiului, Covragiu, Gânțaga, Măceu, Ocolișu Mare, Plopi, Ruși, Vâlcelele Bune, Vâlcele i Vâlceluța. W 2011 roku liczyła 3052 mieszkańców.